# Haplognathia asymmetrica
Haplognathia asymmetrica är en djurart som tillhör fylumet käkmaskar, och som beskrevs av Wolfgang Sterrer 1991. Haplognathia asymmetrica ingår i släktet Haplognathia och familjen Haplognathiidae. Inga underarter finns listade i Catalogue of Life.